# Krystyna Bolesta-Kukułka
Krystyna Bolesta-Kukułka (ur. 1941, zm. 2004) – polska profesor nauk ekonomicznych, wykładowczyni Uniwersytetu Warszawskiego.

## Życiorys
Krystyna Bolesta-Kukułka ukończyła studia na Wydziale Psychologii Uniwersytetu Warszawskiego. Doktorat uzyskała z nauk organizacji i zarządzania. W 1993 habilitowała się na podstawie pracy zatytułowanej Gra o władzę a gospodarka. Polska 1944–1991. W 2001 uzyskała tytuł profesora nauk ekonomicznych. Była zatrudniona w Wyższej Szkole Turystyki i Hotelarstwa w Warszawie.
Od 1974 pracowała na Wydziale Zarządzania Uniwersytetu Warszawskiego, pełniła funkcję dziekana (1996–2000) oraz kierowniczki Zakładu Socjologii Organizacji.
Za książkę Jak patrzeć na świat organizacji została w 1993 wyróżniona pierwszą nagrodą Komitetu Nauk Organizacji i Zarządzania Polskiej Akademii Nauk, a za książkę Decyzje menedżerskie w teorii i praktyce zarządzania otrzymała nagrodę Ministra Edukacji i Sportu za rok 2000.
Z mężem Józefem Kukułką miała synów: Jana (ur. 1966) i Piotra (ur. 1968).
Pochowana na starym cmentarzu na Służewie w Warszawie.

## Wybrane publikacje
- Gra o władzę a gospodarka
- Polska 1941–1991
- Mały słownik menedżera
- Jak patrzeć na świat organizacji
- Polityka personalna w strategii rozwoju firmy
- Decyzje menedżerskie w teorii i praktyce zarządzania
- Decyzje menedżerskie